# Хванчкара
Хванчкара ( груз. ხვანჭკარა ) - село в історичній області Рача в Грузії, входить до Амбролаурського муніципалітету краю Рача-Лечхумі і Нижня Сванетія .
Село відоме своїм вином «Хванчкара», яке виробляється з місцевих сортів винограду Олександроулі та Муджуретулі на місцевому заводі. Вважається, що назву вину - Хванчкара визначив Сталін  .
За даними перепису 2014 року, у селі проживає 466 осіб.

## Географія
Розташоване на правій стороні річки Ріоні, на висоті 560 метрів, за 14 км від адміністративного центру Амбролаурі .
Клімат досить вологий, помірно холодний взимку, але спекотний і порівняно сухий влітку.

## Історія
Колишній маєток (марані) князів Кипиани, що розвивали тут виноробство (спочатку сорти вина називалися Кіпіаневські). Технологом та творцем природного напівсолодкого вина «Хванчкари» вважається Дмитро Кіпіані  .
У 1927 році було збудовано винний завод.

## Відомі жителі
2 жовтня 1935 року в селі народився Гурам Метонідзе – грузинський радянський державний та партійний діяч. Депутат Ради Союзу Верховної Ради СРСР 11 скликання (1984-1989) від Грузинської РСР. Народний депутат СРСР, член Верховної Ради СРСР 12 скликання (1989-1991). Почесний громадянин Тбілісі (1983).